# Lophopodidae
Famille
Les Lophopodidae sont une famille d'Ectoproctes de la classe des Phylactolaemata (ou Phylactolémés). L'embranchement des Ectoproctes (anciennement Bryozoaires) comprend deux autres classes : Stenolaemata et Gymnolaemata.

## Historique
La famille des Lophopodidae a été décrite par Mary Dora Rogick (d) en 1935 et compte à ce jour trois genres et huit espèces,, souvent discrètes et parfois rares. Des Ectoproctes sont régulièrement décrits ou découverts dans des pays où ils n'étaient pas encore connus, y compris dans des régions du monde où la pression des inventaires naturalistes est considérée comme élevée. Certains, comme Lophopus crystallinus (Plumatellida, Lophopodidae), décrit par Pallas en 1768, bien que rares, commencent à être un peu mieux connus, au moins pour leur autécologie, au Royaume-Uni pour cet exemple.

## Mode de vie
Toutes les espèces de Lophopodidae (et de la classe des Phylactolaemata) vivent en eau douce, alors que la plupart des Ectoproctes (ou Bryozoaires) vivent en mer et souvent en zone tropicale.
Ce sont tous des animaux filtreurs et coloniaux qui se nourrissent en filtrant des microparticules en suspension (plancton, nano ou microdébris de matière organique) qu'elles trouvent dans l'eau. Elles captent ces particules au moyen d'une minuscule couronne extensible / rétractile de tentacules ciliés dite « lophophore ».
Ils vivent en colonies (parfois géantes chez certaines espèces). Dans ces colonies, chaque individu est un clone du « membre fondateur ». La cohérence physique de certaines grandes colonies est assurée par une sorte d'exosquelette individuel sécrété par les zoïdes, mais à la différence des coraux, ce squelette n'est pas minéralisé ; il est constitué d'une substance (protéine) gélatineuse (et plus ou moins dure et colorée selon les espèces, le stade de croissance et l'environnement).

## Reproduction
Voir le chapitre reproduction de l'article consacré aux Phylactolaemata.

## Répartition
Selon les données disponibles, les espèces de Phylactolaemata sont principalement réparties dans l'hémisphère sud. Et selon Lacourt, la distribution actuelle laisse supposer qu'elles remontent au moins à l'époque où les continents étaient réunis.

## Identification des espèces
Les clés de détermination (de même que les hypothèses sur l'évolution de ce groupe) sont basées sur la description des zoariums, mais ces derniers sont souvent peu distincts. Ce sont donc surtout les statoblastes qui servent à identifier les espèces, et à déterminer les relations évolutives d'une espèce à l'autre ou d'espèces fossiles à des espèces actuelles. Une nouvelle clé a été produite en 2005 pour les espèces européennes par TS. Wood & B. Okamura.

## Phylogénie
Deux phylogénies controversées ont été proposées pour les Phylactolaemata, présentant la relation des Lophopodidae avec d'autres familles. Deux genres de Plumatellidae (Gelatinella et Hyalinella) sont candidats comme type ancestral possible des Lophopodidés. La coexistence de structures en épines sur les statoblastes de ces deux espèces peut suggérer que les Lophopodidés sont étroitement liés à la famille des Cristatellidae. Une étude génétique (de l'ADN mitochondrial des gènes 12S et 16S ADNr de 10 espèces de Phylactolaemata) suggère que les Plumatellidés pourraient ne pas être un groupe ancestral des Lophopodidés, et que les Cristatellidés ne sont pas non plus le groupe frère des Lophopodidés. Fredericella, qui était auparavant considéré comme un groupe ancestral, serait en fait dérivé. De plus, ces analyses suggèrent que Stephanella est en réalité le plus ancien des Phylactolaemata connus. L'application des caractéristiques morphologiques à l'arbre phylogénétique basé sur le séquençage génétique laisse penser qu'il y a eu une évolution convergente de caractères de statoblastes produits par des espèces différentes (peut-être en lien avec un même type de coévolution avec d'autres espèces, impliquées dans la zoochorie).
Cladogramme construit d'après le Catalogue of Life :
| Lophopodidae | \| \| Asajirella \| \| \| \| \| \| Lophopodella \| \| \| \| \| \| Lophopus \| \| \| \| |
|              | \| \| Asajirella \| \| \| \| \| \| Lophopodella \| \| \| \| \| \| Lophopus \| \| \| \| |
|              | Cristatellidae                                                                         |
|              |                                                                                        |
|              | Fredericellidae                                                                        |
|              |                                                                                        |
|              | Plumatellidae                                                                          |
|              |                                                                                        |
|              | Stephanellidae                                                                         |
|              |                                                                                        |
|              | Asajirella                                                                             |
|              |                                                                                        |
|              | Lophopodella                                                                           |
|              |                                                                                        |
|              | Lophopus                                                                               |
|              |                                                                                        |

|  | Asajirella   |
|  |              |
|  | Lophopodella |
|  |              |
|  | Lophopus     |
|  |              |